# Andrzej Deskur
Andrzej Deskur (ur. 28 maja 1972 w Warszawie) – polski aktor teatralny, filmowy i serialowy.

## Życiorys

### Wczesne lata
Urodził się w Warszawie, po kilku miesiącach jego rodzina przeprowadziła się do Krakowa. W 1997 ukończył studia na PWST w Krakowie.
Jest wnukiem (po matce Helenie Swieżawskiej-Deskur ur. 22.10.1934 we Lwowie, zm.2019) prof. Stefana Swieżawskiego, bratankiem kardynała Andrzeja Deskura, kuzynem Michała Deskura.

### Kariera
Po ukończeniu studiów grywał przeważnie na scenie Teatru Ludowego. W 2006 przeprowadził się do Warszawy i zaczął grać w serialach telewizyjnych, co przyniosło mu rozpoznawalność. Występował także w warszawskich teatrach: Polonia, Bajka, Capitol, a także we francuskim Comédie-Française. Zagrał w wielu filmach (m.in. Ryś, D.I.L) oraz serialach telewizyjnych (np. Na Wspólnej jako Piotr Mierzejewski, Majka jako Wiktor Olszewski, Galeria jako Jerzy Kossowski).
Uczestniczył w programach rozrywkowych: Jak oni śpiewają (2009) i Taniec z gwiazdami (2010).

### Życie prywatne
Z byłą żoną Beatą Nowak ma dwie córki, Helenę i Antoninę. Z obecną żoną Tomiłą (z d. Łojewską) ma córkę Hannę (ur. 26 grudnia 2015) i syna Tomasza (ur. 18 kwietnia 2018).

## Filmografia
- 1994: Spis cudzołożnic
- 1997: Brat naszego Boga − jako Adam Chmielowski w młodości
- 1997: Sława i chwała − jako Alo Biliński, syn Marii (odc. 5-7)
- 1997: Bar Atlantic − jako Leszek „Guru” (odc. 3, 4, 10 i 11)
- 1997: Opowieści weekendowe: Linia opóźniająca − jako dźwiękowiec
- 1999: Wszyscy moi bliscy − jako Robert, mąż Jadwigi
- 2000: Na dobre i na złe − jako Jan, kuzyn Grażyny (odc. 15)
- 2001: Marszałek Piłsudski − jako Zesłaniec (odc. 1)
- 2001: Zostać miss − jako Michael
- 2001–2002: Marzenia do spełnienia − jako Andrzej Pawelczyk, brat Marcina
- 2002–2006: Samo życie − jako Marcin Mikołajczyk
- 2002: D.I.L. − jako Lukado
- 2004: Kryminalni − jako Kamil Rudzki (odc. 11)
- 2004: Aryjska para − jako strażnik w pociągu
- 2004: Pensjonat pod Różą − jako Waldek (odc. 30)
- 2004: Karol. Człowiek, który został papieżem − jako ksiądz Stanisław Dziwisz
- 2005: Zakochany Anioł − jako zakonnik
- 2005: Niania − jako reżyser (odc. 2)
- 2005: Na dobre i na złe − jako Marcin Krawczyński (odc. 235 i 237)
- 2005: Wiedźmy − jako nauczyciel Stanisław (odc. 11)
- 2005–2006: Plebania − jako ksiądz Paweł (odc. 648, 650-652)
- 2005: Świat według Kiepskich − jako poeta Ingmar Rabarbar (odc. 244)
- 2005–2007: Magda M. − jako adwokat Pacuła
- 2006–2007: Na Wspólnej − jako Piotr Mierzejewski
- 2006: Niania − jako Robert (odc. 60)
- 2006: Fałszerze – powrót Sfory − jako oficer ABW (odc. 9-11)
- 2006–2007: Fala zbrodni − jako Adam Mątwa z ABW
- 2006–2007: Pogoda na piątek − jako Leszek, wspólnik Marcina
- 2006: Będziesz moja − jako Krzysztof, mąż Marty
- 2007: Łódka − jako Jacek
- 2007: Ryś − jako Kotel, asystent Ochódzkiego w sejmie
- 2007: Regina − jako reporter Rafał Radwan
- 2008: Na kocią łapę − jako Radek Lewański, producent show
- 2008: Ojciec Mateusz − jako dr Wiesław Nowak (odc. 2)
- 2008: Trzeci oficer − jako ambasador Francji (odc. 4 i 13)
- 2008: Faceci do wzięcia (odc. 61)
- 2009: Generał Nil − jako prokurator
- 2009: Rewers − jako ubek w wydawnictwie
- 2010: Majka − jako Wiktor Olszewski, kuzyn Michała, architekt w firmie „Panorama Projekt”
- 2011: Hotel 52 − jako Maciej Hajdar (odc. 47);
- 2011: Czas honoru − jako kierownik Osmańskiej (odc. 45-47)
- 2011: Wiadomości z drugiej ręki − jako Krokiet
- 2011: 80 milionów − jako Cheval, francuski dziennikarz
- 2011–2012: Galeria − jako Jerzy Kossowski
- 2012: Julia − jako Błażej, menedżer Piotra Karwańskiego
- 2012: Ojciec Mateusz − jako Krystian (odc. 102)
- 2012: Paradoks − jako Adam Pisarczyk (odc. 1)
- 2013: Piąty Stadion − jako Czarnogórzec (odc. 74)
- 2013: Prawo Agaty − jako pełnomocnik ZUS-u (odc. 39)
- 2013: Hotel 52 − jako mężczyzna umówiony na spotkanie z Madejską (odc. 88)
- 2013: Drogówka − jako Pawlak
- 2013: Bez tajemnic − jako ksiądz Artur (seria III, odc. 29)
- 2013–2014: Pierwsza miłość – jako Wiktor Lehman
- 2014: Komisarz Alex − jako Konrad Błach vel Horn (odc. 58)
- 2014: Baron24 − jako burmistrz (odc. 6)
- 2014: Obywatel
- 2014: Lekarze − jako lekarz SOR
- 2014: O mnie się nie martw – jako adwokat polskiej firmy (odc. 6)
- 2015: Strażacy – jako Marian Szewczyk (odc. 6)
- 2015: Sprawiedliwy – jako Leopold, mąż Wiktorii
- 2015: Prokurator – jako Damian Górecki (odc. 6, 9)
- 2015: Pakt – jako manager hotelu (odc. 2, 3)
- 2015: M jak miłość – jako Kacper, szef Ali, kolega Domańskiego (odc. 1131, 1143)
- 2015: Król życia – jako kolega Edwarda z korporacji
- 2015: Czerwony pająk – jako lowelas
- 2016: Ojciec Mateusz – jako pisarz Marek Sandecki (odc. 191)
- 2016: Bodo – jako hrabia Ponimirski (odc. 8)
- 2016: Belfer – jako dziennikarz Kamil (odc. 7, 8, 10)
- 2016: Artyści – jako ochroniarz (odc. 8)
- 2016: Singielka – jako mecenas Cezary Wierzchowski, adwokat Elki
- 2017: Belle Epoque – jako notariusz Kazimierz Fijałkowski (odc. 8)
- 2017: Druga szansa – jako Mokrzycki (sezon IV)
- 2017–2019: Blondynka – jako Cezary Żyro
- 2018: Korona królów – jako Jarosław Bogoria
- 2018: Ślad – jako doktor Piotr Łukowski (odc. 8)
- 2018: Komisarz Alex – jako Albin Ostoja, adwokat Kleista (odc. 163)
- 2018: Kler – jako pasażer
- 2021: Chyłka – jako lekarz
- 2020: Zakochani po uszy – jako detektyw Radek Konarski (odc. 179–181)
- od 2021: Tajemnica zawodowa – jako Dariusz Jóźwiak
- 2021: Papiery na szczęście – jako dyrektor (odc. 74, 80)

## Polski dubbing
- 2008: Wyspa Totalnej Porażki jako Tyler
- 2009: Plan Totalnej Porażki jako Tyler
- 2010: Totalna Porażka w trasie jako Tyler